# Carl-Vincent Reimers
Carl-Vincent Reimers, född den 5 oktober 1994 i Eksjö, är en svensk politisk tjänsteman och skribent.
Han är utbildad vid det franska universitetet Sciences Po och deltog 2017 i valkampanjen för Frankrikes president Emmanuel Macron.
Han arbetade som mediegranskare vid Näringslivets medieinstitut och var författare till rapporten "Public service – en bastion för vänsterliberaler?" (2019) som kritiserade public service för vänstervridning.
Han var tidigare aktiv politiker för Liberalerna och kandidat i Europaparlamentsvalet 2019. I offentligheten har han varit en förespråkare för nationalliberalism.
År 2020 började han som ledarskribent vid Blekinge Läns Tidning.
År 2021 gav Timbro förlag ut en essä av Reimers om det högerradikala idéarvet från den italienske poeten Gabriele D’Annunzio och den tyske juristen Carl Schmitt. I essän ger han Schmitt delvis rätt i sin filosofiska kritik av liberalismen.
Sedan maktskiftet 2022 är han medarbetare till statsminister Ulf Kristersson. Som politiskt sakkunnig i statsministerns stab arbetar han med Ulf Kristerssons tal.